# Kotowice (powiat głogowski)
Kotowice – wieś w Polsce położona w województwie dolnośląskim, w powiecie głogowskim, w gminie Pęcław.

## Podział administracyjny
W latach 1975–1998 miejscowość należała administracyjnie do województwa legnickiego.

## Nazwa
W roku 1295 w kronice łacińskiej Liber fundationis episcopatus Vratislaviensis (pol."Księdze uposażeń biskupstwa wrocławskiego") miejscowość wymieniona jest w zlatynizowanej formie Kothowiczi.